# Catherine Parks
Catherine LaBelle Parks (ur. 10 grudnia 1956 w Tampa na Florydzie, jako Catherine LaBelle) – aktorka i modelka amerykańska. Absolwentka Leto High School oraz Uniwersytetu na Południowej Florydzie.

## Wybrana filmografia
- 2013: Crystal Lake Memories: The Complete History of Friday the 13th − ona sama
- 1993: Strefa wpływów (Body of Influence) – Helen
- 1993: Szaleństwo w Aspen (Aspen Extreme) – Karen
- 1989: Weekend u Berniego (Weekend at Bernie's) – Tina
- 1989: Zagubiony w czasie (Quantum Leap) – kobieta w parku (występ gościnny)
- 1989: Detektyw Hunter (Hunter) – Bonnie Arlington (występ gościnny)
- 1986: Opowieści z ciemnej strony (Tales from the Darkside) – Gina Casavin (występ gościnny)
- 1982: Dni naszego życia (Days of Our Lives) – Mitzi Rummley
- 1982: Piątek, trzynastego 3 (Friday the 13th Part III) – Vera Sánchez
- 1981: Wzór piękności (Looker) – Jan